# Bouhet
Bouhet là một xã trong tỉnh Charente-Maritime Charente-Maritime trong vùng Nouvelle-Aquitaine, tây nam nước Pháp. Xã Bouhet nằm ở khu vực có độ cao trung bình 22 mét trên mực nước biển.

## Lịch sử biến động dân số
| Năm  | Dân số | Mật độ |
| ---- | ------ | ------ |
| 1962 | 293    | -      |
| 1968 | 303    | -      |
| 1975 | 277    | -      |
| 1982 | 377    | -      |
| 1990 | 390    | -      |
| 1999 | 410    | 26/km² |